# Влахуцэ, Александру
Александру Влахуцэ (рум. Alexandru Vlăhuţă; 5 сентября 1858, Плешешти — 19 ноября 1919, Бухарест) — румынский поэт и писатель.
Дебютировал в бухарестском журнале «Revista Noua». Основал журнал «Viata» (Жизнь) и позже, совместно с крупным поэтом Джордже Кошбуком, редактировал журнал «Semanatorul» (Сеятель). Оба журнала имели большое значение в румынской литературе конца XIX века.
Получив предложение министра народного просвещения составить «художественную географию» Румынии, Влахуцэ объездил всю страну и написал книгу «Romînia Pitoreasces» (Живописная Румыния), которая содержит наиболее яркие страницы румынской прозы. В этой книге Влахуцэ с успехом пользуется архаизмами и устанавливает право литературного гражданства за целым рядом провинциализмов.
Личность писателя нашла яркое выражение в его стихах «Poesii» (Поэмы) и «Jubire» (Любовь), проникнутых пессимизмом. Являясь в начале своего творчества одним из видных последователей румынского поэта Эминеску, Влахуцэ в стихах рисует тусклую повседневность, говорит о своём отвращении к жизни и жалуется на печальный облик мира.
Однако через некоторое время в его лирике пессимизм уступил место оптимизму. Влахуцэ — автор известной в Румынии сатиры «Undevsnesiut visatoiri» (Где наши мечтатели), в которой он отдал дань национальной героике, в общем для него нехарактерной. Его влияние на румынскую молодёжь довоенного времени огромно. За время войны 1914—1918 Влахуцэ отошёл от литературной деятельности и до самой смерти ничего больше не писал.